# Proces Praxis
Praxis (iz starogrčkog: πρᾶξις, romanizirano: paraxis ) je proces kojim se lekcija, vještine i teorija utjelovljuju ili ostvaruju. "Praxis" se također može odnositi na čin primjene, vježbanja, realizacije ili prakticiranja ideja. Ovo je ponavljena tema u području filozofije, raspravljalo u spisima Platona, Aristotela, Augustina, Francis Bacon, Immanuel Kant, Søren Kierkegaarda, Karl Marx, Antonio Gramsci, Martina Heideggera, Hannah Arendt, Paulo Freire, Ludwig von Mises i mnogi drugi. Ima značenje u političkim, obrazovnim, duhovnim i medicinskim područjima. 

## Podrijetlo
U starogrčkom jeziku riječ praxis (πρᾶξις) odnosila se na djelovanje slobodnih ljudi. Filozof Aristotel smatrao je da postoje tri osnovne aktivnosti čovjeka: theoria (mišljenje), poiesis (stvaranje), i praxis (čin). Ovim aktivnostima odgovarale su tri vrste znanja: teoretski, krajnji cilj je istina; poietičan, krajnji cilj je produkcija; i praktično, krajnji cilj je djelovanje. Aristotel je dalje dijelio znanje izvedeno iz prakse na etiku, ekonomiju i politiku. Također je razlikovao eupraksiju (εὐπραξία, "dobra praksa") i dispraksiju (δυσπραξία, "lošu praksu, nesreću").

## Marksizam
Mladi hegelijanski filozof August Cieszkowski bio je jedan od najranijih filozofa koji je koristio izraz praxis kao značenje "akcije orijentirane prema mijenjanju društva" u svom djelu Prolegomena zur Historiosophie ( Prolegomena to a Historiosophy ). Socijalista iz 19. stoljeća Antonio Labriola nazvao je marksizam "filozofijom prakse". Ovaj opis marksizma ponovno bi se pojavio u bilježnicama zatvora Antonio Gramsci i spisima članova frankfurtske škole .

## Hannah Arendt
U knjizi Ljudsko stanje Hannah Arendt tvrdi da se zapadnjačka filozofija prečesto usredotočila na kontemplativni život ( vita contemplativa ) i zanemarila aktivni život ( vita activa ). To je navelo čovječanstvo da često propusti mnogo svakodnevnog značaja filozofskih ideja u stvarnom životu. Za Arendt, praksa je najviša i najvažnija razina aktivnog života. Stoga ona tvrdi da se više filozofa treba upustiti u svakodnevno političko djelovanje ili praksu, što ona vidi kao istinsko ostvarenje ljudske slobode. Prema Arendtu, naša sposobnost da analiziramo ideje, borimo se s njima i uključimo se u aktivnu praksu je ono što nas čini jedinstveno ljudskim. 
Prema procjeni Maurizia Passerina d'Etrevesa, “Arendtova teorija djelovanja i njezino oživljavanje drevnog pojma prakse predstavljaju jedan od najoriginalnijih doprinosa političkoj misli dvadesetog stoljeća.  Štoviše, promatrajući akciju kao način ljudskog zajedništva, Arendt je u stanju razviti koncepciju participativne demokracije koja stoji u izravnom kontrastu s birokratiziranim i elitističkim oblicima politike koji su tako karakteristični za modernu epohu. "

## Obrazovanje
Praksis koriste odgajatelji da opišu ponavljajući prolaz kroz ciklički proces iskustvenog učenja, kao što je ciklus opisan i populariziran od strane Davida A. Kolba .
Paulo Freire definira praksu u Pedagogiji potlačenih kao "promišljanje i djelovanje usmjereno na strukture koje treba transformirati". Praksom, potlačeni ljudi mogu steći kritičku svijest o vlastitom stanju, i, s učiteljima-učenicima i učenicima-nastavnicima, boriti se za oslobođenje.
U televizijskom dokumentarcu Channel 4 New Order: Play at Home vlasnik tvornice Records Tony Wilson opisuje praksu kao "radiš nešto, a tek nakon toga, otkrivajući zašto si to učinio". 
Praksa se može opisati kao oblik kritičkog mišljenja i sastoji se od kombinacije refleksije i djelovanja. Praxis se može promatrati kao napredovanje kognitivnih i fizičkih aktivnosti: 
- Poduzimanje akcije
- Uzimajući u obzir učinke akcije
- Analizirajući rezultate akcije promišljajući o njoj
- Mijenjanje i revidiranje koncepcija i planiranje nakon razmišljanja
- Provedba tih planova u daljnjim akcijama

To stvara ciklus koji se može promatrati u smislu obrazovnih okruženja, učenika i obrazovnih facilitatora. 
Scott i Marshall (2009) odnose se na praksu kao na "filozofski pojam koji se odnosi na ljudsko djelovanje na prirodni i društveni svijet". Nadalje, Gramsci (1999) naglašava moć prakse u selekcijama iz Zatvorskih bilježaka navodeći da "filozofija prakse ne nastoji ostaviti jednostavnim u njihovoj primitivnoj filozofiji zdravog razuma, nego ih dovesti do više koncepcije života ”. Da bi otkrio nedostatke religije, folklora, intelektualizma i drugih takvih 'jednostranih' rasuđivanja, Gramsci se izravno poziva u svom kasnijem radu na Marxovu 'filozofiju prakse', opisujući je kao 'konkretan' način razmišljanja. To uglavnom uključuje jukstapoziciju dijalektičke i znanstvene revizije stvarnosti; protiv svih postojećih normativnih, ideoloških i stoga krivotvorenih računa. U suštini, 'filozofija' utemeljena na 'praksi', Marksova filozofija, opisana je na odgovarajući način na ovaj način, kao jedina 'filozofija' koja je ujedno i 'povijest u akciji' ili 'sam život' (Gramsci, Hoare) i Nowell-Smith, 1972, str.   332). 

## Duhovnost
Praxis je također ključ u meditaciji i duhovnosti, gdje se naglasak stavlja na stjecanje iskustva iz prve ruke o konceptima i određenim područjima, kao što je jedinstvo s Božanskim, koje se može istražiti samo kroz praksu zbog nemogućnosti konačnog uma (i njegove sposobnosti). alata, jezika) da bi shvatili ili izrazili beskonačnost. U intervjuu za YES! Magazin, Matthew Fox, objasnio je to ovako: 
Mudrost je uvijek okus - i na latinskom i na hebrejskom, riječ za mudrost dolazi od riječi okus - tako da je to nešto kao okus, a ne nešto o čemu treba teoretizirati. "Kušajte i vidite da je Bog dobar", kaže psalam; i to je mudrost: kušanje života. Nitko to ne može učiniti za nas. Mistična tradicija je u velikoj mjeri tradicija Sofije. Riječ je o kušanju i iskustvu povjerenja, prije institucije ili dogme.
Prema Strongovom hebrejskom rječniku, hebrejska riječ, ta'am, jest; ispravno okusiti, tj. (figurativno) percepciju; implicitnom inteligencijom; tranzitivno mandat: savjet, ponašanje, dekret, diskrecija, prosudba, razum, ukus, razumijevanje. 

## Lijek
Praxis je sposobnost obavljanja dobrovoljnih vještačkih pokreta. Djelomična ili potpuna nesposobnost da se to učini u nedostatku primarnih osjetilnih ili motoričkih oštećenja poznata je kao apraksija .